# جون ماكراكين
جون ماكراكين (بالإنجليزية: John McCracken)‏ هو رسام أمريكي، ولد في 9 ديسمبر 1934 في بيركيلي في الولايات المتحدة، وتوفي في 8 أبريل 2011 في نيويورك في الولايات المتحدة.